# Fernando Sánchez Castillo

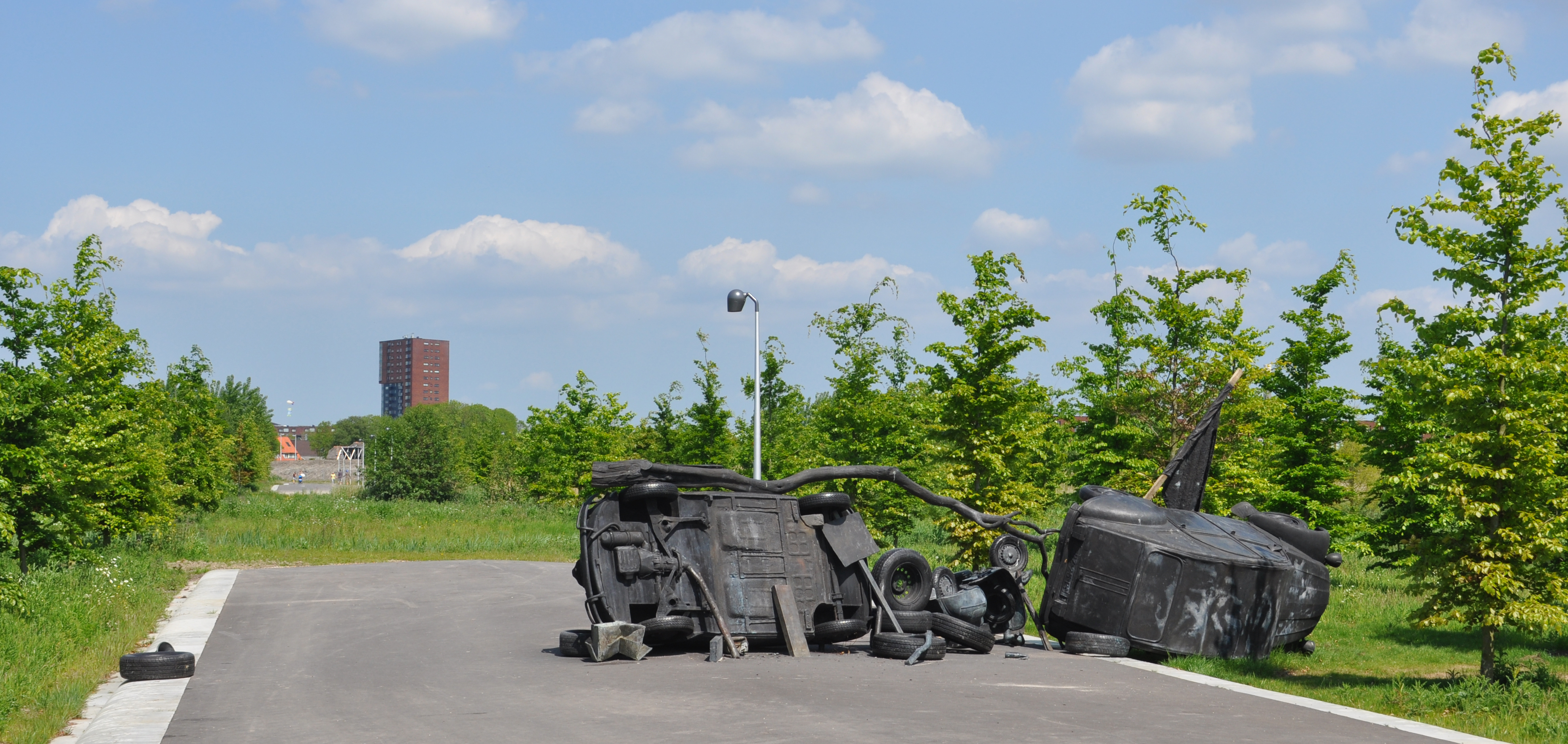
Barricade (2009), Utrecht

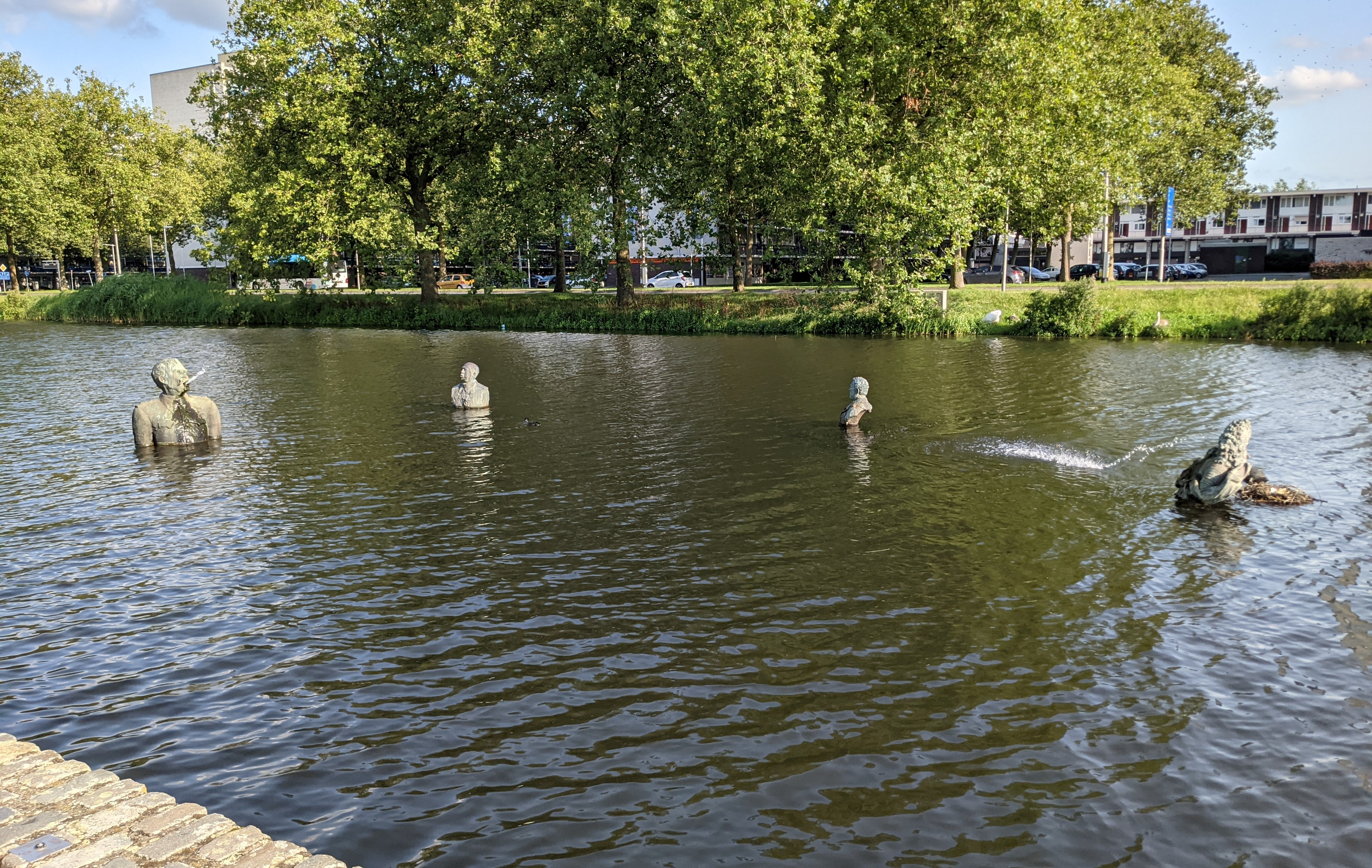
Spitting leaders (2009), Arnhem

Fernando Sánchez Castillo (Madrid, 1970) is een Spaanse beeldhouwer, video- en installatiekunstenaar.

## Leven en werk
Sánchez Castillo studeerde beeldende kunst aan de Universidad Complutense de Madrid en filosofie en esthetiek aan de Universidad Autónoma de Madrid. Hij ontving studiebeurzen in Santander (Marcelino Bótin Foundation Grant 2000), Madrid (Project Grant, Generación 2002 van de Caja Madrid) en Amsterdam (Rijksakademie 2005-2006).
Hij nam in 1999 deel aan de expositie Abracadabra in Tate Modern in Londen, in 2001 exposeerde hij in de Deichtorhallen in Hamburg en in 2003 bij MoMA PS1 in New York. Sánchez Castillo was in 2004 met zijn werk vertegenwoordigd tijdens de Biënnale van São Paulo in de Braziliaanse stad São Paulo. In het Stedelijk Museum Schiedam werd in 2006-2007 een overzichtstentoonstelling van zijn werk gepresenteerd met de expositie Ieder het zijne en hij werd uitgenodigd voor deelname aan de kunstmanifestatie Grandeur Sonsbeek 2008 in Arnhem, waar hij zijn installatie Spitting Leaders toonde.

## Enkele werken

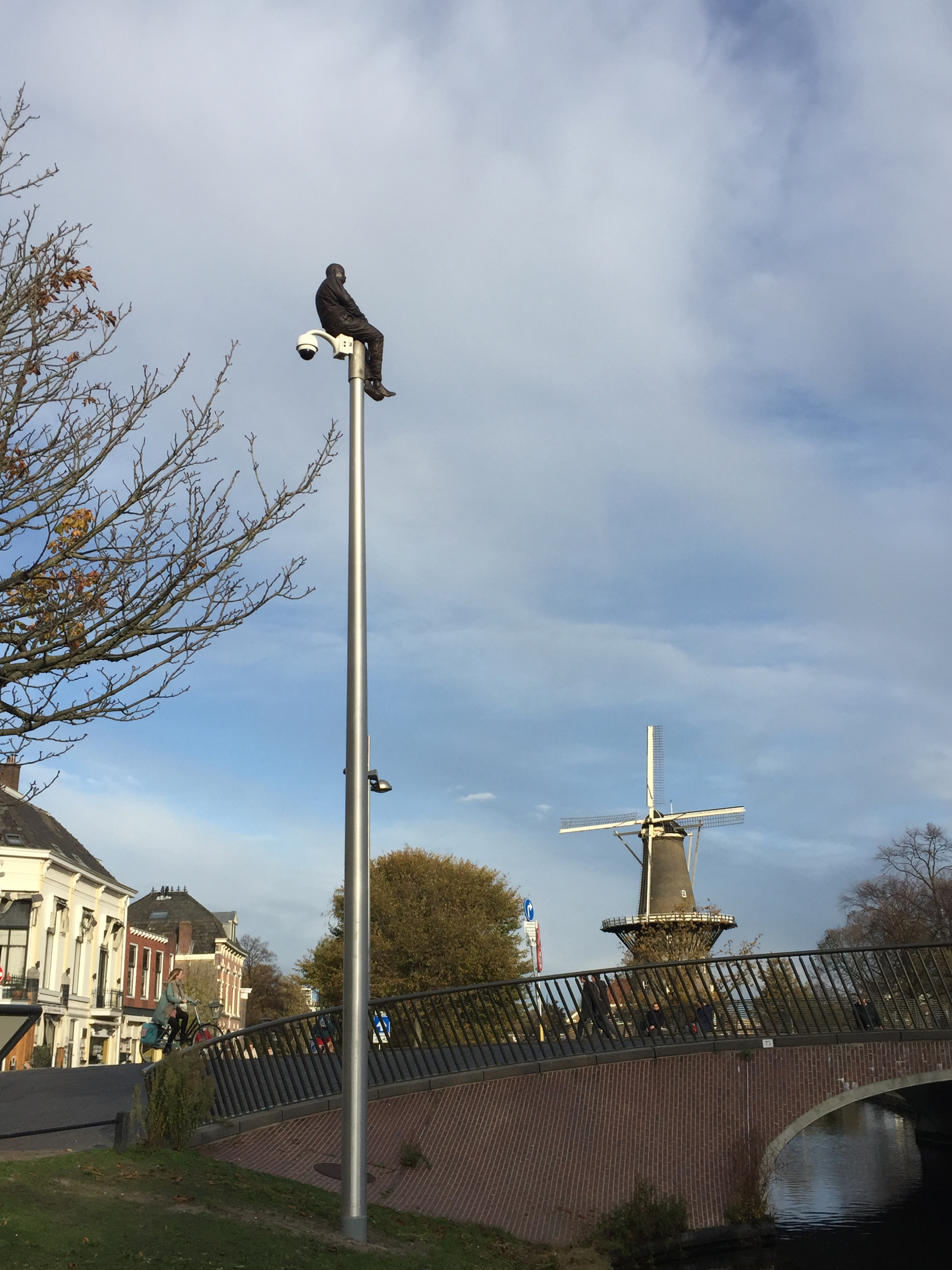
Paalzitter (Leiden, 2020)

- Anamnesis (2003)[3], Westwal in 's-Hertogenbosch
- Fuente (2003), Fundación NMAC in Vejer de la Frontera
- Rich Cat Dies of Heart Attack in Chicago (2004), video
- Spitting Leaders (2008), Sonsbeek 2008 in Arnhem
- Barricade (2009), Beeldenpark Leidsche Rijn, Alendorperweg in Utrecht
- Monument Walraven van Hall (2010), Frederiksplein in Amsterdam
- Tank Man (2013), een vijf meter hoog beeld van plastic en een levensechte versie van was. Deze laatste is tentoongesteld in Utrecht in Hoog Catharijne tijdens de kunstmanifestatie Call of the Mall. Het beeld riep zo veel reacties op in het winkelcentrum, dat permanente bewaking nodig was. Daaropvolgend werd het aangekocht door het Utrechtse Centraal Museum.[4]
- Reflection (2018), Johan de Wittlaan in Den Haag, voor het gebouw van Eurojust[5][6]